# Bruno Corazzari
Bruno Corazzari, né à Castellarano le 30 décembre 1940, est un acteur italien.

## Biographie
Il a souvent joué dans des westerns (Il était une fois dans l'Ouest) ou dans des films policiers (L'homme sans mémoire, Le cynique, L'infâme et le violent),.

## Filmographie
- 1966 : Belle Starr ( Il mio corpo per un poker) de Piero Cristofani et Lina Wertmüller
- 1967 : Le Jour de la haine (Per 100.000 dollari t'ammazzo) de Giovanni Fago
- 1967 : La mort était au rendez-vous (Da uomo a uomo) de  Giulio Petroni
- 1968 : Les Quatre de l'Ave Maria (I quattro dell'Ave Maria) de Giuseppe Colizzi
- 1968 : Le Grand Silence (Il grande silenzio) de Sergio Corbucci
- 1968 : Il était une fois dans l'Ouest (C'era una volta il West) de Sergio Leone
- 1970 : Roy Colt et Winchester Jack de Mario Bava
- 1970 : Necropolis de Franco Brocani
- 1970 : Une traînée de poudre, les pistoleros arrivent (Una nuvola di polvere... un grido di morte... arriva Sartana) de Giuliano Carnimeo
- 1970 : Un homme nommé Sledge (A Man Called Sledge) de Vic Morrow
- 1970 : Ni Sabata, ni Trinità, moi c'est Sartana (La diligencia de los condenados) de Juan Bosch Palau : Anthony Stevens
- 1971 : Adios Sabata de Gianfranco Parolini
- 1971 : L'Étrange Vice de madame Wardh (Lo strano vizio della Signora Wardh) de Sergio Martino
- 1971 : Le Jour du jugement (Il Giorno del giudizio) de Mario Gariazzo et Robert Paget
- 1972 : Le Tueur à l'orchidée (Sette orchidee macchiate di rosso) d'Umberto Lenzi : Barrett
- 1972 : Un homme à respecter (Un uomo da rispettare) de Michele Lupo : Eric
- 1973 : Rue de la violence (Milano trema: la polizia vuole giustizia) de Sergio Martino : un truand
- 1974 : E cominciò il viaggio nella vertigine de Toni De Gregorio (it)
- 1975 : Comme il est doux de mourir assassiné (Quanto è bello lu murire acciso) d'Ennio Lorenzini
- 1975 : L'Homme sans mémoire (L'Uomo senza memoria)  de Duccio Tessari
- 1977 : Le Cynique, l'Infâme et le Violent (Il cinico, l'infame, il violento) d'Umberto Lenzi
- 1983 : Hanna K. de Costa-Gavras
- 1989 : Lo zio indegno de Franco Brusati
- 1991 : Le Comte Max (Il conte Max) de Christian De Sica